# Bombardement de la place de Mai
Le bombardement de la place de Mai à Buenos Aires, en Argentine, fut la partie la plus visible et la plus sanglante d’un ensemble d’événements violents constitutifs d’une tentative (avortée) de coup d'État commise le 16 juin 1955 par un groupe de militaires et de civils opposés au gouvernement du président Juan Perón. 
Le projet de coup d’État avait germé quelques années auparavant chez plusieurs officiers supérieurs anti-péronistes appartenant principalement à l’aéronavale argentine, auxquels vinrent s’associer quelques personnalités politiques de l’opposition, et prévoyait de bombarder par un raid aérien le palais de gouvernement, la Casa Rosada, sis sur la place de Mai, dans le but d’assassiner le président Perón, pendant que des troupes rebelles au sol et les dénommés Commandos civils s’empareraient de certains édifices stratégiques dans le centre-ville de la capitale. 
L’opération, médiocrement préparée, qui dut être hâtée en raison de soupçons qui avaient commencé à peser sur les conspirateurs et de la survenue d’une occasion jugée propice, se heurta à la résistance des troupes loyalistes et de civils péronistes venus nombreux leur prêter main-forte à l’appel du syndicat CGT, de sorte que les combats au sol tournèrent bientôt au désavantage des séditieux, et qu’il devint clair à la fin de l’après-midi du même jour que le coup d’État avait échoué. Du reste, Perón, prévenu d’un coup de force imminent, avait trouvé refuge dans le ministère de la Guerre, sis à 200 mètres de la Casa Rosada.
Le bombardement à proprement parler de la place de Mai fut effectué à partir de 10 heures du matin en deux grandes vagues par plusieurs escadrilles d’avions de l’aéronavale qui prirent pour cible, au moyen de projectiles aériens de 20 mm, non seulement le palais du gouvernement, l’édifice de la CGT et ce qui était alors la résidence présidentielle, mais aussi la place de Mai sur toute son étendue, où une foule nombreuse était rassemblée en vue d’une cérémonie, provoquant ainsi la mort de plus de trois centaines de personnes, en grande majorité civiles, et en blessant plus de 700 autres,,. Le mépris absolu pour la vie humaine et la violence avec laquelle le coup de force fut exécuté, d’une ampleur sans précédent en Argentine, ont fait qu’on a pu le relier avec le terrorisme d'État apparu quelques années plus tard dans le pays.
Le 17 juin à 3 heures du matin, il fut communiqué aux meneurs du soulèvement — savoir : Aníbal Olivieri (alors ministre de la Marine), Benjamín Gargiulo et Samuel Toranzo Calderón —, qu’ils seraient jugés selon la loi martiale, et qu’une arme serait offerte à chacun d’eux pour mettre fin à leur vie ; seul le vice-amiral Benjamín Gargiulo accepta la proposition, Olivieri et Toranzo préférant assumer pleinement leurs actes devant une cour de justice. Nonobstant que la peine de mort eût dû être appliquée pour haute trahison, la peine la plus sévère, prononcée contre Toranzo Calderón, sera l’emprisonnement à perpétuité. Les militaires réfugiés en Uruguay, privés de leurs titres sur l’accusation de rébellion, seront dans la suite réintégrés dans l’armée par les nouvelles autorités issues du coup d’État militaire (réussi) du 16 septembre 1955, lesquelles iront jusqu’à affirmer que « la principale cause du nombre élevé de victimes » fut « la détermination absurde » de la CGT à appeler ses adhérents à se rendre sur la place de Mai.

## Antécédents
Le 24 février 1946 s’étaient tenues des élections générales où Juan Perón avait été élu président de la Nation argentine avec 52 % des voix. Le premier gouvernement Perón dut toutefois faire face à une forte opposition antipéroniste, mise sur pied et organisée dès avant ledit scrutin, servant notamment les intérêts britanniques et américains dans la région, et prenant la forme de confrontations de nature sociale voire raciale dirigées en particulier contre le pouvoir que les syndicats réussissaient à obtenir durant cette période, et de mises en cause de la légitimité démocratique du péronisme.
En 1951 avait eu lieu une première tentative de coup d’État menée par quelques effectifs de l’armée argentine avec l’appui de certains secteurs civils. Si la tentative avorta, plusieurs militaires étaient depuis lors néanmoins restés en état de conspiration latente. Cette même année 1951, Perón avait de nouveau remporté les élections présidentielles, augmentant encore son score antérieur jusqu’à atteindre 62,49 % des voix.

### La conspiration de la marine et préparatifs de coup d’État
Perón ne jouissait que d’un faible appui chez les effectifs de la marine de guerre.

« Les officiers de la marine tendaient, dans leur grande majorité, à s’identifier avec les classes sociales que Perón dénonçait sans cesse comme étant l’oligarchie, et considéraient avec une hostilité mal dissimulée ses programmes sociaux, ainsi que sa personne elle-même. »

— Robert Potash
En septembre 1951, quelques officiers de la navale s’étaient joints à la tentative de putsch de Menéndez, mais le service de renseignements de la marine s’était abstenu de les identifier.
Le 15 avril 1953, un commando antipéroniste avait commis un attentat terroriste sur la place de Mai contre une manifestation syndicale organisée par la CGT, attentat dont le bilan s’établit à 6 morts et 95 blessés (parmi lesquels 20 mutilés à vie),,. Après le coup d’État (réussi) de septembre 1955, ceux qui avaient été condamnés comme auteurs de l’attentat affirmeront avoir été torturés pour leur extorquer des aveux et seront amnistiés par la dictature militaire dite Révolution libératrice.
Au lendemain de ces actes de violence de 1953, la conspiration antipéroniste gagna encore en ampleur, et plusieurs plans furent élaborés au sein de la marine qui avaient pour but, sous couleur d’exercices militaires, de se préparer à une future révolution à laquelle aurait à prendre part en particulier la base navale de Puerto Belgrano et la flotte de guerre.

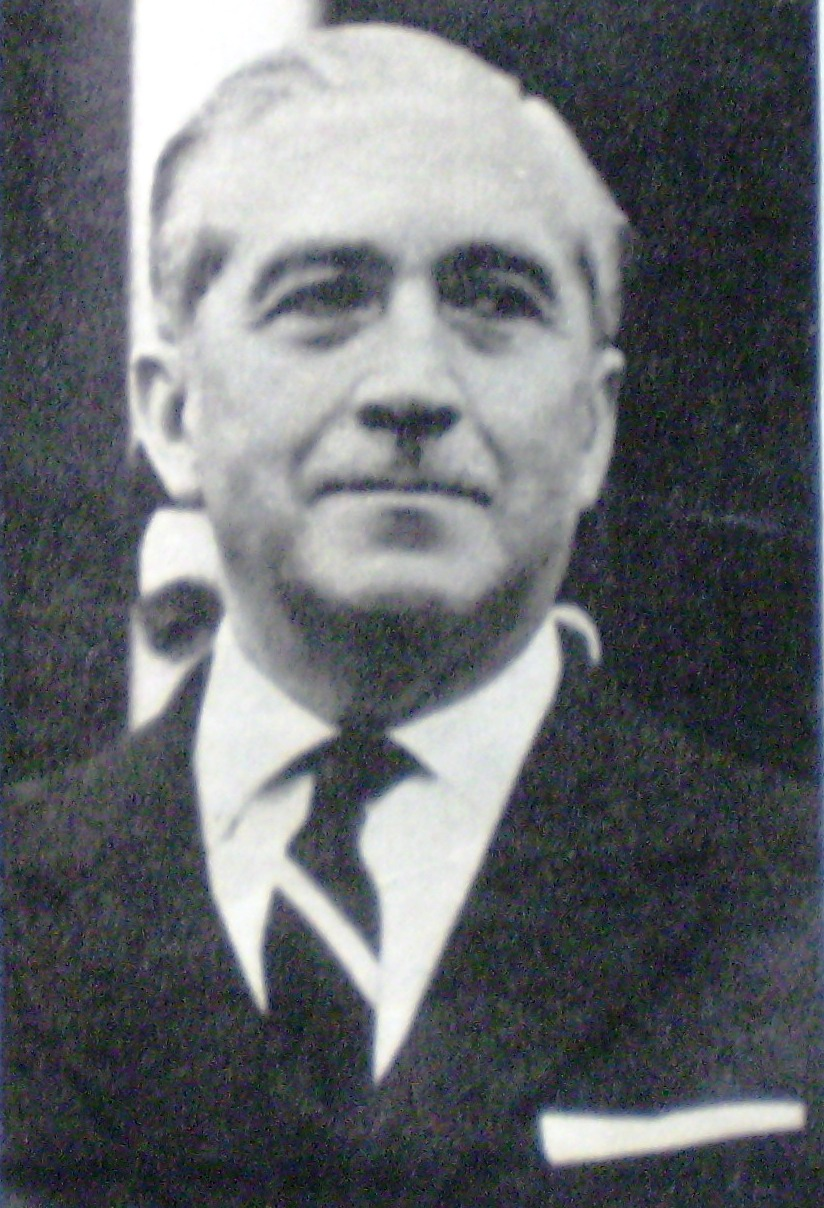
Miguel Ángel Zavala Ortiz, l’un des plus hauts dirigeants de l’Union civique radicale, figurait parmi les meneurs du putsch.

Le capitaine de frégate Jorge Alfredo Bassi, embarqué pour un voyage annuel de routine d’instruction de la flotte de guerre, avait emporté avec lui le dernier bulletin du Centre naval ; il y lut un article de Mitsuo Fuchida, dans lequel celui-ci relatait comment il avait planifié et dirigé la première vague de bombardements de l’attaque de Pearl Harbor. Bassi conçut alors l’idée d’exécuter une manœuvre semblable contre le palais du gouvernement à Buenos Aires, la Casa Rosada, se laissant aller à dire : « combien il est beau d’imaginer la Casa Rosada comme Pearl Harbor ! ».
L’idée avait ensuite intéressé à son tour le capitaine de frégate Francisco Manrique, lequel, accompagné d’Antonio Rivolta et de Néstor Noriega, eux aussi capitaines de frégate, alla demander au général Eduardo Lonardi de l’aider à obtenir dans l’armée de terre des adhésions à la future rébellion. Lonardi, lorsqu’il eut pris connaissance du projet d’assassiner Juan Perón en bombardant la place de Mai, répondit que l’idée ne lui plaisait guère et qu’il ne souhaitait pas y participer.
Peu après, un plan fut imaginé consistant à capturer le président dans un vaisseau de la marine : à l’occasion de la célébration du jour de l’Indépendance, Perón, et avec lui son cabinet ministériel au complet, le chef de la police fédérale et les présidents des deux chambres législatives, seraient attirés à bord du croiseur ARA Nueve de Julio ; c’est le capitaine de frégate Carlos Bruzzone, commandant en second du vaisseau, qui dirigerait l’opération, secondé par Jorge Alfredo Bassi et Carlos Bonomi. Bassi s’entretint une nouvelle fois avec Lonardi ; le général dit accepter la convocation, mais après s’être concerté avec quelques autres personnes, arriva à la conclusion que le projet n’était porté que par un groupe assez réduit et sans les éléments suffisants pour mener l’opération à bonne fin. Pour cette raison, il décida d’annuler sa participation ; de toute manière, le plan des conjurés devint irréalisable après que le gouvernement eut contremandé la cérémonie avec la marine. Par son refus, Lonardi s’était coupé de ses contacts dans la marine et ne s’associera plus à eux jusqu’aux événements de 1955.
Fin 1954, le conflit entre le gouvernement péroniste et l’Église ― provoqué en particulier par la loi sur le divorce, la liquidation des associations professionnelles catholiques, la suppression de l’enseignement religieux et la légalisation de la prostitution ― donnera un nouvel élan aux différents groupes conspirateurs ; ceux-ci trouvèrent dans la querelle entre gouvernement et Église catholique un aliment propice à leurs fins, cette querelle ayant pour effet non seulement d’exacerber la tension entre le gouvernement et l’opposition, mais en outre d’engendrer des résistances au sein même du pouvoir en place. Perón appela à la tenue d’une convention constituante chargée d’instaurer la séparation de l’Église et de l’État.
Les capitaines de frégate Noriega et Bassi constituaient le noyau de la sédition dans la base aéronavale Punta Indio. Le plan de ce dernier, consistant à bombarder le palais de gouvernement, à l’exemple de l’attaque de Pearl Harbor, n’avait toujours pas d’appui dans l’armée de terre ; c’était là le principal obstacle les retenant de passer à l’action immédiate.
En novembre 1954, Bassi et Francisco Manrique organisèrent dans le logis du grand propriétaire terrien Raúl Lamuraglia à Bella Vista, dans la proche banlieue de Buenos Aires, une série de réunions avec le capitaine de vaisseau Bruzzone, l’ancien capitaine de l’armée de terre Walter Viader, le commandant de la force aérienne Agustín de la Vega, et le docteur Miguel Ángel Zavala Ortiz de l’Union civique radicale. Hormis qu’il fut envisagé de convoquer également les généraux Gibert, Aramburu et Anaya, les réunions n’eurent aucun résultat concret. Tandis que Lamuraglia s’employait à établir des liens avec les trois partis d’opposition les plus importants, un triumvirat civil fut désigné pour exercer le pouvoir dans le cas où les desseins révolutionnaires aboutiraient : Miguel Ángel Zavala Ortiz pour les radicaux, Américo Ghioldi pour les socialistes, et Adolfo Vicchi, originaire de Mendoza, pour les conservateurs.
En décembre 1954, le mouvement intégra définitivement en son sein les groupes subversifs civils dits Commandos civils, menés par le capitaine à la retraite Walter Viader, mais eut des difficultés à se désigner un chef unique, jusqu’à ce que se fussent joints à la conspiration deux officiers du corps d’infanterie de marine, le capitaine de frégate Carlos Nielsen Enemark et le capitaine de corvette Fernando Suárez Rodríguez, sur suggestion desquels le contre-amiral Samuel Toranzo Calderón, chef d’état-major de l’infanterie de marine, accepta avec enthousiasme de prendre la tête du groupe révolutionnaire et s’entretint immédiatement avec Adolfo Vicchi et Miguel Ángel Zavala Ortiz pour définir l’orientation que prendrait un possible futur gouvernement. Ensuite, Toranzo Calderón rechercha l’appui des haut gradés antipéronistes qu’étaient le général Aramburu et le lieutenant-colonel Labayru, mais essuya leur refus. Fin février 1955, un deuxième groupe de civils, appartenant au cercle dirigé par les docteurs Mario Amadeo et Luis María de Pablo Pardo, consentit à se rallier aux officiers de marine conspirateurs. L’on chercha à établir davantage de contacts encore avec l’armée de terre, mais ni Aramburu, ni même Lonardi ne se laissèrent convaincre ; ainsi les conspirateurs ne réussirent-ils à associer à leur entreprise que le général Justo León Bengoa, qui en tant que commandant de la 3e division d’infanterie, casernée dans la ville de Paraná (province d'Entre Ríos), avait des troupes sous son commandement,. Contacté par Amadeo, Bengoa se montra enthousiaste, mais n’aura pas l’occasion de s’engager dans le futur soulèvement. Les conspirateurs surent aussi amener à se ranger derrière eux le colonel Eduardo Señorans, chef du personnel de l’état-major général de l’armée, avec siège au ministère de l’Armée, distant de seulement un îlot de la Casa Rosada.
Quant à la force aérienne, le commandant Dardo Eugenio Ferreyra réussit à obtenir l’appui du capitaine Julio César Cáceres, du premier lieutenant Carlos Torcuato de Alvear (petit-fils de l’homme politique homonyme), ainsi que de quelques rares vice-commodores et brigadiers à la retraite. Toutefois, les interrogatoires conduits par le service de renseignements interne de la force aérienne alertèrent les conjurés sur les soupçons qui s’étaient portés sur eux, les incitant à renoncer à tout contact avec les officiers de la marine.
Le dimanche 23 avril 1955, le général Bengoa, qui avait fait le voyage de Buenos Aires, s’entretint avec Toranzo Calderón et lui promit son soutien. Depuis lors, plusieurs officiers firent régulièrement le déplacement entre les villes de Paraná et de Buenos Aires pour s’occuper des préparatifs. Une étude détaillée des mouvements du président Perón permit aux officiers de marine de savoir que les mercredis de 9 h 30 à 10 h 30, il se réunissait avec tous ses ministres dans la Casa Rosada : dans cette fenêtre de temps, il devait donc être possible d’annihiler par une seule attaque tous les haut placés du gouvernement péroniste. L’« heure 0 » fut fixée à 10 heures du matin ; afin de prévenir une effusion de sang, Toranzo Calderón appellerait d’abord le président Perón et le menacerait s’il ne se rendait pas dans un délai de 15 minutes. L’amiral avait à sa disposition les avions de la base navale de Punta Indio et près de 700 hommes de l’infanterie de marine.
Les premiers-lieutenants de la force aérienne Carlos Enrique Carús et Orlando Arrechea surent amener à se joindre au complot un grand nombre d’officiers de la 7e brigade aérienne de Morón, qui allaient également participer à l’attaque. Enfin, plusieurs groupes de civils, qui se signaleraient par un ruban blanc noué autour du bras, auraient pour mission de neutraliser le centre d’opération de la CGT ainsi que le groupement péroniste Alianza Libertadora Nacionalista et plusieurs stations de radio. Les rebelles estimaient que tout pourrait être prêt pour l’exécution du coup d’État vers le 9 juillet.
Dans la matinée du 10 juin, Toranzo Calderón et Pablo Pardo se rendirent dans le Litoral et purent y rencontrer le lendemain le général Bengoa, avec qui ils s’efforcèrent de convenir des raisons à invoquer par les révolutionnaires pour justifier leur action, à savoir : l’« état de guerre intérieur » qui prévalait dans le pays depuis le soulèvement de Benjamín Menéndez en 1951 et qu’ils jugeaient être une violation des garanties constitutionnelles, et les attaques contre la religion catholique. Aucune date ne sera fixée, mais Bengoa s’engagea à rester en état d’alerte et de mobiliser tous ses effectifs sitôt que lui parviendrait la nouvelle du soulèvement de la marine.
Beaucoup de capitaines, impatients, poussaient Toranzo Calderón à attaquer dès que possible. On ignorait comment allaient réagir les éléments de l’armée de terre casernés à Buenos Aires, on ne savait pas davantage quel type d’appui ou d’opposition leur donnerait le supérieur direct de Toranzo Calderón, le vice-amiral Benjamín Gargiulo, qui était au courant de l’existence d’une conspiration mais qui ne donnait aucun signe de vouloir intervenir.

### Catalyseurs du mouvement

#### Recrudescence des tensions politiques et circonstance propice
« Il y en a beaucoup qui souhaitent que l’Église soit indépendante de l’État ; d’autres, que l’Église soit dans l’État, comme actuellement. Le plus juste est d’attendre l’élection où ce soit la majorité du peuple qui décide, et de ne pas décider par la violence. »

— Juan Domingo Perón
Sur ces entrefaites eut lieu la procession de la Fête-Dieu, prévue et autorisée à l’origine pour le jeudi 9 juin 1955, mais que les autorités ecclésiastiques avaient décidé de retarder de deux jours, escomptant ainsi réunir un plus grand nombre de participants ; cependant, le ministre de l’Intérieur communiqua aux autorités religieuses qu’il ne pouvait pas autoriser la festivité à cette nouvelle date, raison pour laquelle la cérémonie dut se célébrer à l’intérieur de la Cathédrale exclusivement.
Le 11 juin, l’opposition antipéroniste organisa une vaste mobilisation, lors de laquelle quelque 250 000 manifestants entreprirent de marcher des environs de la Cathédrale vers le Congrès national. Les comptes rendus de l’époque relatent que les militants catholiques se mirent à endommager les plaques commémoratives en l’honneur d’Eva Perón, figure populaire du péronisme, morte de cancer deux ans auparavant, que les péronistes vénéraient comme une sainte. À la hampe du Palais du Congrès, ils ramenèrent le drapeau argentin et hissèrent à sa place la bannière pontificale (blanche et jaune). Selon le rapport de la police fédérale, le drapeau argentin fut brûlé pendant la procession. Le lendemain, l’on publia dans les journaux la photographie de Perón et d’Ángel Borlenghi (alors ministre de l’Intérieur) contemplant les restes du drapeau incendié.
Le 30 juin, le sous-inspecteur de la police fédérale, Héctor Giliberti, avoua à son frère José María, capitaine de corvette, que le drapeau avait été brûlé par ses collègues de la police, puis confirmera ses dires lors de sa déposition devant le Conseil supérieur des Forces armées. Le fait fut corroboré par les policiers Juan Laperchia et Isidoro Ferrari, ce qui porta ledit Conseil à solliciter Perón de limoger le chef de la police et de mettre en détention le ministre de l’Intérieur Ángel Borlenghi. Cependant, le jour suivant le communiqué, Borlenghi quitta le pays à destination de Montevideo.
Quelques mois plus tard, après la chute du péronisme, au cours des investigations menées pour rassembler des preuves contre Perón, le contre-amiral Alberto Tessaire, qui avait été le vice-président de Perón, affirma que l’action avait été exécutée non seulement avec l’autorisation de Perón, mais aussi selon ses indications,.
Ces faits eurent pour conséquence d’exacerber encore les tensions, et des groupes de sympathisants péronistes se heurtèrent à des groupes d’opposition et catholiques. Finalement, le 13 juin 1955, Perón expulsa du pays messeigneurs Manuel Tato et Ramón Novoa, chefs de file du mouvement catholique, et déclara le lendemain, dans une allocution à la foule rassemblée sur la place du Congrès :

« De nos jours, demander réparation pour les dommages causés à notre drapeau présente pour moi la plus profonde signification. Les drapeaux constituent, selon les patries et les communautés qu’ils représentent, le reflet de l’esprit de tel temps et de telle époque. Notre drapeau [...] ne devait pas être dégradé par les hommes. »

— Juan Domingo Perón
Le gouvernement organisa une cérémonie de réparation du drapeau national, qui devait être célébrée trois jours après les incidents, le jeudi 16 juin 1955. Le ministre de l’Aéronautique, le brigadier-major Juan Ignacio San Martín, disposa que l’aviation eût à témoigner sa loyauté envers le président de la République, en réparant ainsi du même coup la mémoire du général José de San Martín. À cet effet, il décida qu’une formation d’avions survolerait la cathédrale de Buenos Aires, où reposent les restes du Libertador. L’annonce de cette cérémonie devait attirer sur la place de Mai un public nombreux ; il s’agissait d’une manifestation civico-militaire en solidarité avec le gouvernement face aux outrages de l’opposition.

#### Soupçons des services de renseignements
Pendant que se produisaient ces événements, le contre-amiral Toranzo Calderón fut averti par le service de renseignements de la force navale que son implication personnelle dans le mouvement révolutionnaire avait été découverte par le service de renseignements de la force aérienne (organisme qui sympathisait avec Perón), en considération de quoi, et dans la crainte d’être arrêté et livré au pouvoir exécutif, il décida de hâter l’action militaire prévue.
Dans la nuit du 15 juin 1955, le ministre de la Guerre, le général Franklin Lucero, fut informé par son aide de camp qu’une rébellion serait déclenchée dans les premières heures du jour suivant, mais Lucero n’ajouta pas foi à cette information ni ne la transmit à Perón. D’après l’auteur Daniel Cichero, le gouvernement avait peut-être eu connaissance du soulèvement par d’autres sources, mais ne tenta pas de désactiver le coup d’État.

## Plan d’action des rebelles
Les forces rebelles étaient sous le commandement du contre-amiral Samuel Toranzo Calderón et le coup d’État fut exécuté matériellement par un groupe d’officiers de la marine et de la force aérienne ; toutefois, plusieurs civils apportèrent leur concours au soulèvement : le dirigeant radical Miguel Angel Zavala Ortiz, le dirigeant conservateur Adolfo Vicchi, le dirigeant socialiste Américo Ghioldi, le diplomate Luis María de Pablo Pardo (ces quatre hommes devront ensuite s’enfuir en Uruguay), et les militants nationalistes catholiques Mariano Grondona, Carlos Burundarena, Santiago de Estrada, Rosendo Fraga, Felipe Yofré et Marcelo Sánchez Sorondo.
Le plan consistait à profiter d’une démonstration aérienne en hommage au drapeau national, en vue de laquelle les avions devaient décoller à 8 heures du matin, pour bombarder la Casa Rosada et le ministère de la Guerre, avec l’objectif d’éliminer Perón ou de porter un dur coup psychologique contre son gouvernement.
Les unités impliquées étaient : les aéronefs de la base navale de Punta Indio, ceux de la 7e brigade aérienne de Morón (force aérienne), quelque 700 hommes d’infanterie de marine, et plusieurs groupes de civils armés. Le contre-amiral Samuel Toranzo Calderón eut soin de mettre au courant de ce plan son supérieur immédiat, le vice-amiral Benjamín Gargiulo, qui adhéra au mouvement, et prit contact le 15 juin à midi avec le ministre de la Marine, Aníbal Olivieri, qui qualifia le plan de « folie ». Entre-temps, pendant tous ces événements, vers trois heures de l’après-midi, Olivieri fut atteint d’une décompensation et dut être admis à l’Hôpital naval central. Ce même jour, une dépêche fut expédiée en urgence à Entre Ríos, pour être remise au général conjuré Bengoa et l’aviser que le lendemain il eût à se rebeller ; cependant, le messager, la nuit tombée, découvrit que Bengoa avait fait le matin même le voyage pour Buenos Aires.
Par l’emballement soudain des faits, le soulèvement des bases militaires ne put être que médiocrement planifiée. Par exemple, Agustín Héctor de la Vega, chargé de soulever la base de Morón, n’apprit que la veille au soir que le soulèvement aurait lieu le lendemain. Dans le même temps, le capitaine Noriega, responsable de la base de Punta Indio, reçut un bulletin météorologique prédisant de très mauvaises conditions atmosphériques pour le jour suivant, mais n’avait plus la possibilité de rien changer.
Le matin du 16 juin, des troupes du 4e bataillon d’infanterie de marine (BIM4), sous les ordres du vice-amiral Benjamín Gargiulo, qui peu d’heures auparavant avait été informé de la sédition et s’était rangé derrière elle, se mirent en mouvement à partir de la Darse Nord du port de Buenos Aires dans le but de s’emparer du palais de gouvernement, avec l’appui armé de groupes civils postés sur la place de Mai. Était prévue également la prise de la station de radio Radio Mitre et du central téléphonique afin de diffuser une proclamation révolutionnaire rédigée par Miguel Ángel Zavala Ortiz. Il était planifié de mobiliser les unités navales de la marine de guerre, et les révolutionnaires escomptaient recevoir aussi l’appui, une fois l’insurrection déclenchée, de la part d’autres secteurs de l’armée et de l’opposition non préalablement consultés.
Les auteurs du bombardement affirmeront par la suite que l’objectif n’était pas de tuer le président de la Nation, mais de « le briser dans sa forteresse de commandement ».

### «Cristo Vence»
Beaucoup des avions qui participèrent au bombardement de la place de Mai portaient peint sur leur fuselage le signe « Cristo Vence » (Christ vainc) consistant en une croix dessinée au milieu d’une lettre V. Après le départ en exil de Perón, ses partisans récupéreront ce symbole en ajoutant un arc de cercle au quartier supérieur droit de la croix, les deux lettres PV ainsi formées prenant alors le sens de « Perón Vuelve » (Perón revient) ou selon d’autres de « Perón Vence » (Perón vainc), « Perón Vive » (Perón vit), ou encore « Perón Viene » (Perón vient).

## L’attaque

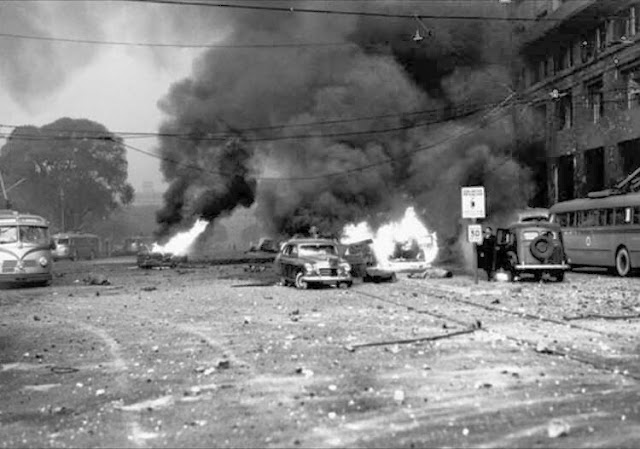
Scènes pendant l’attaque à proximité de la Casa Rosada.

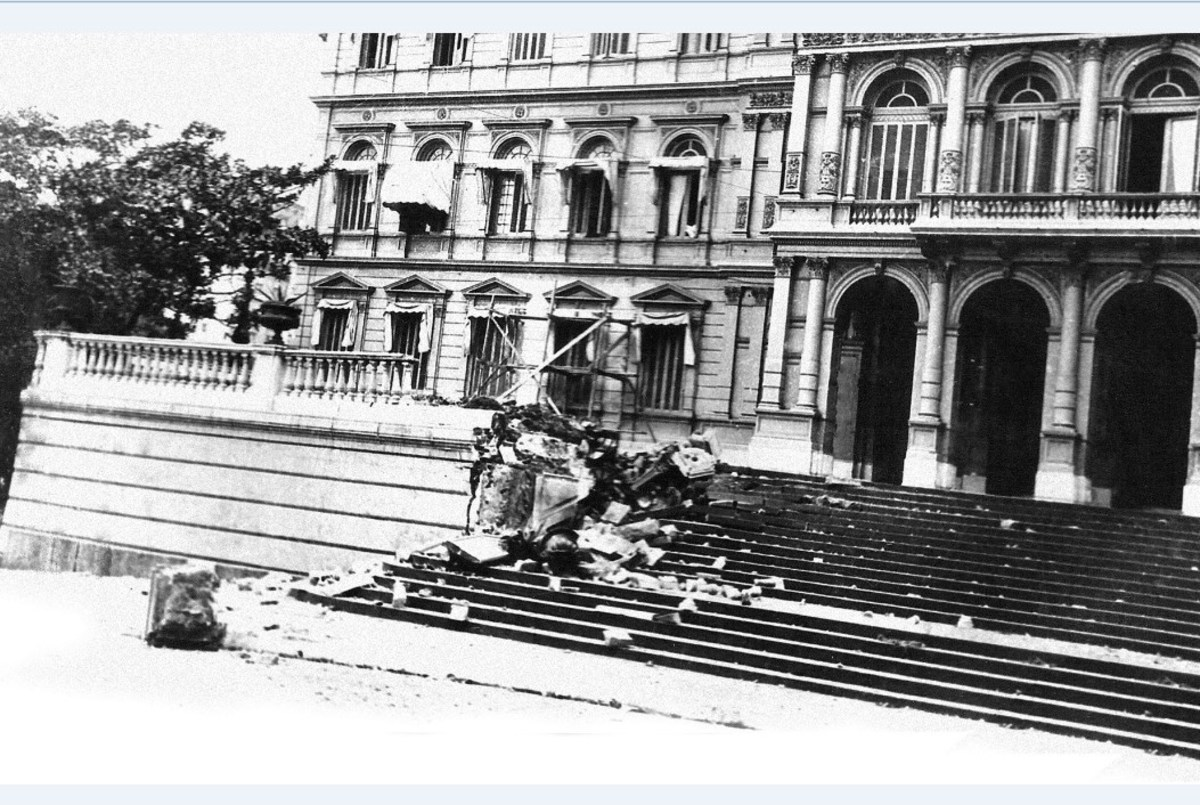
La Casa Rosada (façade nord) après le bombardement.

Le matin du 16 juin, le vice-amiral Gargiulo harangua ses hommes du 4e bataillon d’infanterie de marine (qui du reste n’étaient pas au courant de l’action qu’il leur serait demandé d’exécuter), les exhorta à agir pour la patrie et pour leur commandant, puis les envoya s’emparer de la Casa Rosada. Quelques minutes plus tard, ordre leur fut donné de rebrousser chemin : le déploiement des rebelles de Punta Indio (arrangé pour 8 heures du matin) avait dû être retardé jusqu’à 10 h 45 en raison de la brume matinale, compte tenu que le plan requérait la coordination avec l’offensive aérienne. La flotte de guerre ne fut pas non plus en mesure de quitter Puerto Belgrano par manque de coordination et par suite de supposés problèmes techniques aux chaudières des navires.
À 8 heures du matin, Perón fut informé de ces mouvements militaires par le ministre de la Guerre Lucero, qui lui demanda de quitter le palais de gouvernement, attendu qu’il pouvait être la cible d’une attaque, ce pourquoi Perón se transporta au bâtiment du ministère de la Guerre.

### Bombardement et mitraillage
À 12 h 40, une escadre de trente appareils de la marine de guerre argentine (comprenant 22 North American AT-6, 5 Beechcraft AT-11, et 3 hydravions de patrouille et de sauvetage Catalina), qui avait depuis un certain temps déjà survolé la ville de Buenos Aires, se mit à bombarder et à mitrailler la place de Mai sur toute son étendue.
Peu avant l’heure fixée pour l’hommage de réparation à la mémoire de José de San Martín, lors duquel il était programmé que des avions militaires survoleraient la cathédrale, un public considérable s’était amassé sur la place de Mai. L’historien américain Robert Scheina affirme que les pilotes s’appliquèrent tout d’abord à éviter les victimes civiles, en volant à plusieurs reprises au-dessus de la Casa Rosada, mais la foule croyait que c’étaient là des démonstrations de vol. Une force rebelle de bombardiers Beechcraft AT-11 et de transporteurs Douglas C-47 vola à basse altitude sur le centre de Buenos Aires, dans l’espoir d’intimider les civils, mais la population ce jour-là s’attendait à assister à un spectacle aérien, et la manœuvre ne produisit pas l’effet désiré.
S’agissant d’une attaque-surprise, c’est la population de Buenos Aires, non prévenue et vaquant à ses activités habituelles en ce jour ouvrable, qui eut à en pâtir au premier chef. Parmi les premières victimes figuraient les passagers des véhicules de transport public. Les attaques aériennes occasionnèrent de nombreux dommages aux bâtiments, faisant un grand nombre de morts et de blessés parmi les passants et les occupants de voitures particulières ou de transports en commun, en particulier à l’angle des avenues Colón et Hipólito Yrigoyen, en face du ministère de l’Économie. La première bombe frappa un trolleybus rempli d’enfants, dont tous les occupants périrent.
Protégé par la couverture aérienne, les troupes du capitaine de frégate Juan Carlos Argerich attaquèrent les grenadiers qui défendaient la Casa Rosada ; à l’arrivée des camions loyalistes acheminant des renforts, les insurgés tuèrent les conscrits qui les conduisaient, pour empêcher ces troupes d’arriver à destination. Ayant appris que la Casa Rosada était attaquée, des milliers d’ouvriers se mobilisèrent pour épauler les troupes loyales, mais se heurtèrent en arrivant à une deuxième vague de bombardements, puis subirent davantage de pertes encore quand ils aidèrent à reprendre le ministère de la Marine. En effet, sur les avenues Colón et Belgrano, de nombreux civils étaient occupés à se rassembler, amenés là en camion principalement, et aperçurent une dense fumée dans les environs immédiats du palais de gouvernement. Alors que les informations indiquaient que les forces loyales étaient en passe d’encercler le réduit des rebelles au ministère de la Marine, et que déjà les derniers insurgés avaient arboré le drapeau blanc, à 15h. apparurent inopinément de nouveaux avions, qui se mirent à bombarder le palais de gouvernement et ses environs, pour ensuite mitrailler cette même zone en plusieurs évolutions, provoquant un grand nombre de victimes et de graves dommages matériels. Le sol se retrouva jonché de nombreux cadavres de civils, tués pendant qu’ils tentaient de s’abriter dans les bâtiments contre les bombes et la mitraille. Les avions s’éloignaient ensuite, mitraillant en piqué, et l’on supposait qu’ils reviendraient bientôt, après s’être réapprovisionné en munitions.

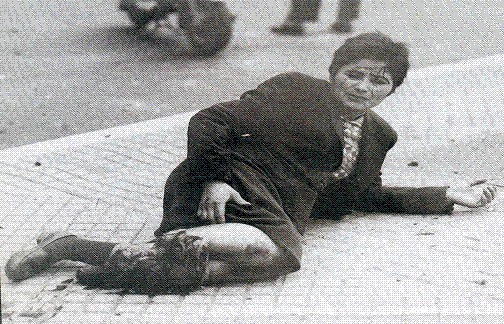
Femme ayant une jambe détruite par l’attaque aérienne.

Cette attaque contre la population civile de son propre pays fut le baptême du feu de l’aéronavale argentine (son deuxième baptême se produira le 1er mai 1982, pendant la guerre des Malouines). Côté opposé, ce fut aussi le baptême du feu pour la force aérienne argentine, chargée de repousser les insurgés. Quelque 9 500 kg de bombes furent larguées pendant cette tentative de coup d’État, et d’innombrables balles de 7,65 et 20 mm furent tirées ; selon une version, comme les conjurés ne purent mettre la main sur des bombes à haut pouvoir explosif, ils se rabattirent sur des bombes à fragmentation de 50 kg de TNT, qui provoqueront rapidement des dizaines de victimes et d’importants dommages matériels, encore qu’une autre version tienne que ce sont des bombes ordinaires de démolition qui furent utilisées. Un auteur indique que le poids total des bombes larguées ce jour-là peut avoir atteint 13,8 tonnes.
Cette attaque fut le quatrième pilonnage dans l’histoire de la ville de Buenos Aires ; le premier eut lieu lors des invasions britanniques de 1806 et 1807, le deuxième à l’occasion du combat de los Pozos en 1826, et le troisième pendant la révolution du Parc en 1890.
Les évacuations médicales furent entreprises sans délai, certaines même sous les bombardements aériens, et effectuées par les habitants qui se trouvaient sur place.

### Combats urbains
À l’intérieur du palais de gouvernement et du ministère de la Guerre, le camp loyaliste commença à organiser la résistance. Dans le camp opposé, les troupes rebelles du 4e bataillon avaient été transportées à Buenos Aires par camions aux premières heures de l’après-midi, puis déployées autour de la Casa Rosada, dans le but de s’en emparer. Une compagnie rebelle prit position dans une rue adjacente, à 40 mètres de l’esplanade nord, tandis qu’un autre alla se retrancher sur le terrain de stationnement de l’Automobile Club, entre le parc Colón et le Bureau de poste central, à 100 m de l’arrière-garde de la Casa Rosada. Ces troupes furent cependant refoulées, d’une part depuis l’intérieur de la Casa Rosada, par les effectifs du régiment de grenadiers à cheval, et d’autre part depuis l’extérieur, par des troupes de l’armée de terre qui, placées sous le commandement du général Lucero, avançaient à partir du secteur du ministère de l’Économie. La défense de la Casa Rosada était assurée par des mitrailleuses Browning M2 de 12,7 mm disposées sur le toit, tandis qu’aux étages d’en dessous différentes armes légères étaient employées, notamment des fusils Mauser 1909 (dérivés du Mauser 98).
Eu égard au fait que beaucoup des soldats rebelles étaient des jeunes miliciens effectuant leur service militaire, on prit soin de ne pas tirer pour tuer, mais de seulement riposter. Des sympathisants péronistes, se saississant des armes, prêtèrent main-forte aux troupes loyalistes.

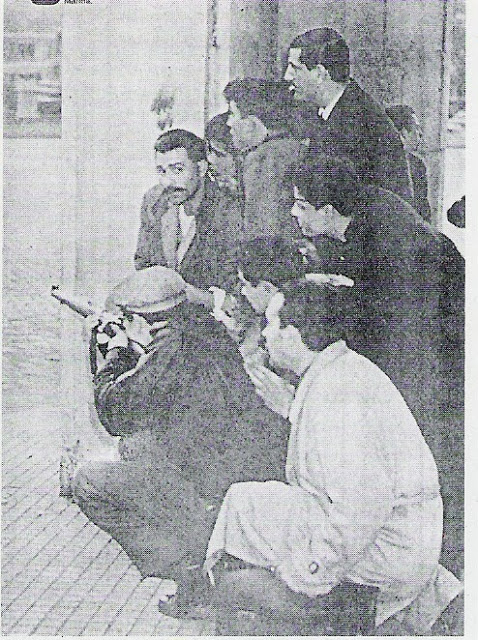
Miliciens et ouvriers péronistes faisant feu sur le ministère de la Marine.

À 13 h 12, le dirigeant syndical Hugo Di Pietro, qui, en l’absence du secrétaire général, se trouvait à la tête de la CGT, parla à la station de radio nationale et appela tous les travailleurs de la capitale fédérale et du Grand Buenos Aires à se concentrer immédiatement aux alentours de l’édifice du syndicat pour défendre leur dirigeant. D’autre part, des délégués syndicaux s’activaient à mobiliser les ouvriers des usines de la banlieue de Buenos Aires, les exhortant à se diriger vers le centre-ville.
Perón ordonna à son assistant, le major Cialceta, de communiquer à Di Pietro que pas un seul homme ne devait accourir à la place de Mai, car ceci était « un affrontement entre soldats ». L’historien Joseph Page affirme, citant comme source un rapport de l’ambassade des États-Unis, que cet ordre ne sera pas donné avant 16 heures.
Les civils convoqués par la CGT et par les dirigeants de l’Alianza Libertadora Nacionalista se concentrèrent dans la partie nord-ouest de la place de Mai, pendant que des civils firent feu aussi sur les rebelles depuis le ministère de la Guerre. Un médecin qui vint à passer par la place courut jusqu’à la Casa Rosada, en dépit du danger qu’il y avait de franchir la ligne des bombardements, et resta plusieurs heures à soigner les blessés pendant que se déroulaient les événements.
La position dominante des rebelles commença à basculer avant trois heures de l’après-midi. L’artillerie loyaliste avait pris position dans un édifice sis à l’angle des rues Leandro N. Alem et Viamonte, d’où ils attaquaient les soldats d’infanterie rebelles postés face à l’esplanade nord de la Casa Rosada. Aníbal Olivieri prit contact avec l’École de mécanique de la marine, mais il était tard déjà pour se rallier encore au soulèvement, d’autant que l’école était cernée par le 1er régiment de Palermo.
Les hommes du 4e bataillon se replièrent en désordre, sans cesser de lutter dans des combats de rue, jusqu’au ministère de la Marine, sis à peu de distance de la Casa Rosada, où les rebelles se retrouvèrent bientôt encerclés en compagnie de leur chef Samuel Toranzo Calderón et du ministre de la Marine, Olivieri, ce dernier ayant entre-temps fait allégeance au coup d’État par une surprenante « identification morale » aux rebelles ; ayant mis fin à son séjour à l’hôpital naval, il avait pris, dès son arrivée au ministère de la Marine, la tête des opérations. Les Commandos civils rebelles, sous les ordres du radical Miguel Ángel Zavala Ortiz, entrèrent en action en molestant les loyalistes, en affrontant la police et en agissant en franc-tireurs depuis les toits de ce qui était alors le bâtiment de la banque centrale d'Argentine. D’autres groupes de civils rebelles allèrent occuper différentes stations de radio afin de diffuser une proclamation révolutionnaire. Dans la soirée, des troupes rebelles du 4e bataillon dépêchées en renfort s’efforceront, au départ de la Poste centrale, de briser le siège mis devant le ministère de la Marine.
En réalité, les conspirateurs étaient désormais engagés dans un baroud d’honneur. Lucero avait ordonné une attaque multiple au mortier de 80 mm à partir du palais de gouvernement et du ministère de l’Armée. À 15h.17, à l’issue de deux entretiens téléphoniques entre Olivieri et Lucero, les rebelles, du ministère de la Marine, levèrent le drapeau blanc, mais lorsque les généraux Carlos Wirth et Juan José Valle arrivèrent en jeep dans le bâtiment pour parlementer avec les assiégés, une deuxième vague de bombardements eut lieu, plus longue et plus nourrie que la précédente ; cette attaque détruisit les deux ailes sud du bâtiment et tua un soldat et un général. Un char M4 Sherman fit feu sur le deuxième étage du ministère de la Marine, causant une brèche et provoquant un incendie dans la salle des amiraux.

### Affrontements dans les airs

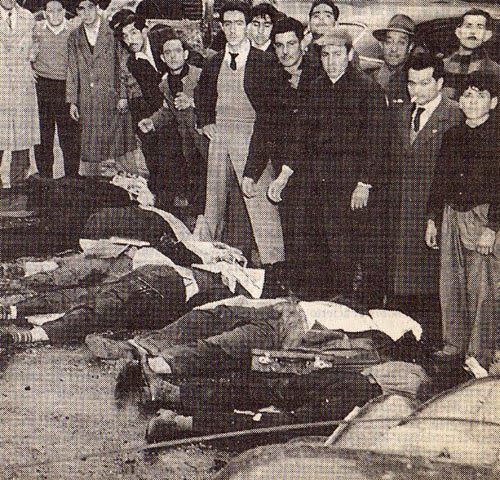
Citoyens de Buenos Aires près d’un groupe de cadavres après le bombardement.

Pendant que les combats s’intensifiaient dans le centre de Buenos Aires, le commandement loyaliste ordonna à la base aérienne de Morón de déployer des intercepteurs à réaction. Les pilotes avaient à ce moment des discussions très vives à propos de leur adhésion ou non au mouvement révolutionnaire. Une escadrille de quatre Gloster Meteor loyale au gouvernement décolla pourtant sans tarder. Si elle n’arriva pas à temps pour empêcher le bombardement de Buenos Aires, elle parvint à intercepter une escadrille aéronavale rebelle qui se retirait de la zone.
L’escadrille d’avions de chasse Meteor loyalistes se composait du :
- Premier-lieutenant Juan García (à bord du I-039), au commandement.
- Premier-lieutenant Mario Olezza (I-077).
- Premier-lieutenant Osvaldo Rosito (I-090).
- Lieutenant Ernesto Adradas (I-063).

Les appareils rebelles AT-6 Texan étaient pilotés par :
- Le lieutenant de corvette Máximo Rivero Kelly (à bord du 0342/3-A-29) et
- Le garde-marine Armando Román (0352/3-A-23).

Le combat se produisit à basse altitude au-dessus de l’aéroport Jorge-Newbery de Buenos Aires et au-dessus du Río de la Plata. Le Texan du rebelle Armando Román tomba sous les canons de 20 mm d’Adradas. Román put se sauver en parachute, atterrit dans la mer et fut capturé.
Adradas réussit le premier abattage en date de la Force aérienne argentine (FAA), et le premier abattage par un aéronef à réaction sur le continent américain. Ce fut le « baptême du feu » de la FAA, laquelle serait à nouveau mise à contribution dans l’opération militaire Independencia menée contre les guérilleros dans le Tucumán entre 1975 et 1977, puis dans l’Atlantique sud en 1982, contre les forces britanniques dans la guerre des Malouines.
À leur retour, les pilotes loyalistes constatèrent que la base aérienne de Morón était entre-temps tombée aux mains des rebelles, qui, après avoir neutralisé les pilotes, s’emparèrent des Meteor, et les firent décoller pour continuer à mitrailler la zone de la place de Mai en appui aux rebelles retranchés au ministère de la Marine, prolongeant leurs actions offensives jusqu’à 17h.20. Ces avions de la force aérienne, de concert avec tous ceux de la Marine, effectuèrent cette deuxième attaque contre la Casa Rosada alors que le reste du soulèvement était déjà au bord de l’échec : tous les rebelles se trouvaient alors à l’intérieur du ministère de la Marine, encerclés par des forces loyalistes très supérieures. Le président Perón fut visiblement affecté en voyant que des effectifs de la FAA, qu’il avait lui-même créée, se soulevaient contre lui. À court de bombes, l’un de ces aviateurs utilisa son réservoir auxiliaire de carburant en guise de bombe incendiaire, qui alla s’écraser sur les automobiles stationnées sur le parking du palais de gouvernement.

### Retraite et reddition
Devant l’échec du combat au sol et après avoir perdu deux avions abattus par les batteries anti-aériennes érigées près de la place, plus un autre dans les airs, les pilotes rebelles reçurent l’ordre de fuir vers l’Uruguay et d’y requérir l’asile. Les avions rebelles franchirent alors le Río de la Plata en direction de l’aéroport de Carrasco, mais avant de trouver refuge dans le pays voisin, ils mitraillèrent une dernière fois « tout ce qui bougeait sur la place de Mai ». Un Douglas DC-3 réussit à décoller à destination de l’Uruguay, transportant à son bord Miguel Ángel Zavala Ortiz et une cinquantaine d’autres conspirateurs. Quelques appareils, ayant trop consommé de carburant dans les attaques, ne purent atteindre le territoire uruguayen et furent contraints de se laisser descendre dans le Río de la Plata ou dans des champs autour de Carmelo. Jusqu’à que l’autodénommée Révolution libératrice eut reversé Perón en septembre de cette même année 1955, les séditieux en fuite resteront réfugiés en territoire uruguayen.

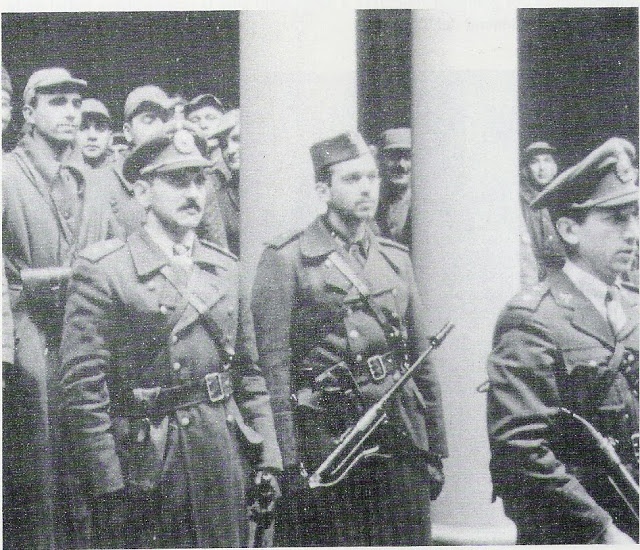
Effectifs du régiment de grenadiers à cheval ayant participé à la défense de la Casa Rosada.

Dans un message radiophonique émis à 17h.15, Perón déclara :

« La situation est totalement maîtrisée. Le ministère de la Marine, où se trouvait le commandement révolutionnaire, s’est rendu et est occupé, et les coupables sont détenus. [...] Nous, comme peuple civilisé, ne pouvons prendre des mesures que seraient conseillées par la passion, mais [seulement celles conseillées] par la réflexion. »

— Juan Domingo Perón
Vers 17h.40, tandis que Perón parlait déjà depuis une dizaine de minutes sur la chaîne nationale et que la place de Mai s’était de nouveau remplie de gens, un Fiat G-6 de la force aérienne effectua un ultime vole rasant au-dessus de la place tout en mitraillant la multitude, avant de s’échapper vers l’Uruguay.
Au terme d’un âpre combat terrestre, au cours duquel les rebelles feignirent une reddition, ceux-ci décidèrent enfin de remettre le ministère de la Marine aux mains des unités de l’armée postées à l’extérieur. Le 17 juin à 3 heures du matin, il fut communiqué aux meneurs du soulèvement — savoir : Olivieri, Gargiulo et Toranzo Calderón —, qu’ils seraient jugés sous la loi martiale, et qu’une arme serait offerte à chacun d’eux pour mettre fin à leur vie. Olivieri et Toranzo rejetèrent cette proposition pour assumer pleinement leurs actes devant la cour, mais le vice-amiral Benjamín Gargiulo résolut de se suicider ; à 5h.45, peu avant l’aube, un coup de feu retentit dans son bureau.

## Suites

### Victimes

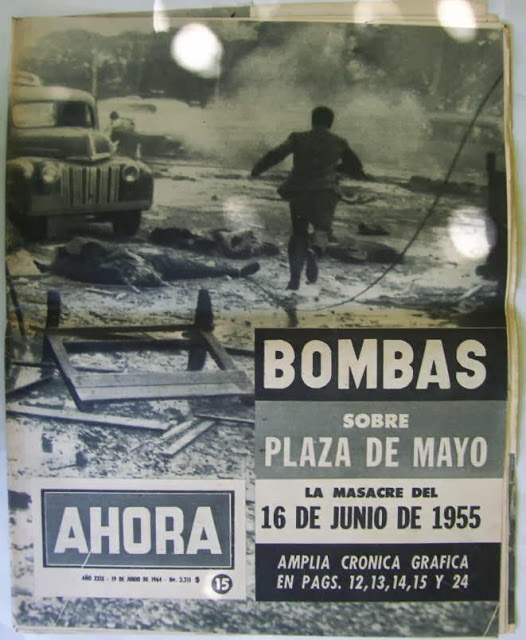
Couverture de la revue Ahora du 16 juin 1955.

En 2010 fut publié un rapport d’enquête officiel réalisé par les Archives de la mémoire du secrétariat argentin aux Droits de l’homme, lequel rapport fait état de 308 morts identifiés, en précisant qu’à ce nombre il convient d’additionner « un nombre incertain de victimes dont on ne parvint pas à identifier les corps, par suite des mutilations et de la carbonisation causées par les déflagrations ». Parmi les personnes assassinées figuraient 111 militants syndicaux identifiés appartenant à la CGT, de qui 23 femmes. L’on put identifier également 6 enfants morts, le plus jeune âgé de 3 ans. La plupart des tués étaient des ressortissants argentins, mais on identifia par ailleurs 12 Italiens, 5 Espagnols, 4 Allemands et 6 morts étrangers de nationalité bolivienne, chilienne, américaine, paraguayenne, russe et yougoslave.
Ultérieurement, la dictature autodénommée Révolution libératrice affirmera que « la principale cause du nombre élevé de victimes » était « la détermination absurde » de la CGT à appeler ses adhérents à se rendre sur la place de Mai.

### Événements subséquents
Dans la nuit du 16 juin 1955, en guise de représailles pour l’assassinat de plusieurs centaines de civils, des sympathisants péronistes, instruits du lien étroit entre la hiérarchie catholique et les séditieux qui avaient tramé cette tentative de coup d’État, incendièrent l’archevêché de Buenos Aires, les basiliques Saint-Dominique et Saint-François, en plus de huit autres églises, sans que les policiers ou les pompiers présents ne fissent rien pour l’empêcher. Les journaux El Líder et Democracia des 17, 18 et 19 juin répétèrent l’information émanant de la police et selon laquelle des « incendiaires communistes » auraient été découverts, ainsi que de vastes plans d’agitation et d’attentats contre des temples catholiques.
Lors d’une enquête menée après le coup d’État du 16 septembre 1955, le vice-président Alberto Tessaire affirma dans un rapport remis au gouvernement, et qui aurait été rédigé par les services de renseignements, que dans la nuit où furent commises les attaques incendiaires contre des églises, il y eut trois groupes organisés, partis respectivement du ministère de la Santé publique, du Service de renseignements et du local du Parti péroniste, qui se dirigèrent séparément vers les églises visées. Le dernier groupe, composé d’environ 65 personnes, fut celui qui perpétra l’attaque contre l’archevêché et la cathédrale, et aurait été sous la responsabilité du vice-président Tessaire. Le groupe qui partit du ministère de la Santé publique aurait attaqué les églises Saint-Dominique, Saint-Ignace, Saint-François et l’église de La Merced, et celui lancé au départ du Service de renseignements se serait dirigé vers celles de Saint-Nicolas et du Bon-Secours.
Perón, bien qu’ayant fait décréter l’état de siège, tenta une réconciliation avec les secteurs de l’opposition, renonçant à sa politique de confrontation et s’attachant à calmer la classe ouvrière par des appels sur les ondes de la radio.
Le bombardement de la place de Mai est l’un des antécédents directs du coup d’État civico-militaire qui devait se produire trois mois plus tard et qui réussira à destituer le 16 septembre 1955 le président Perón et instaurer le régime dictatorial dit Révolution libératrice.

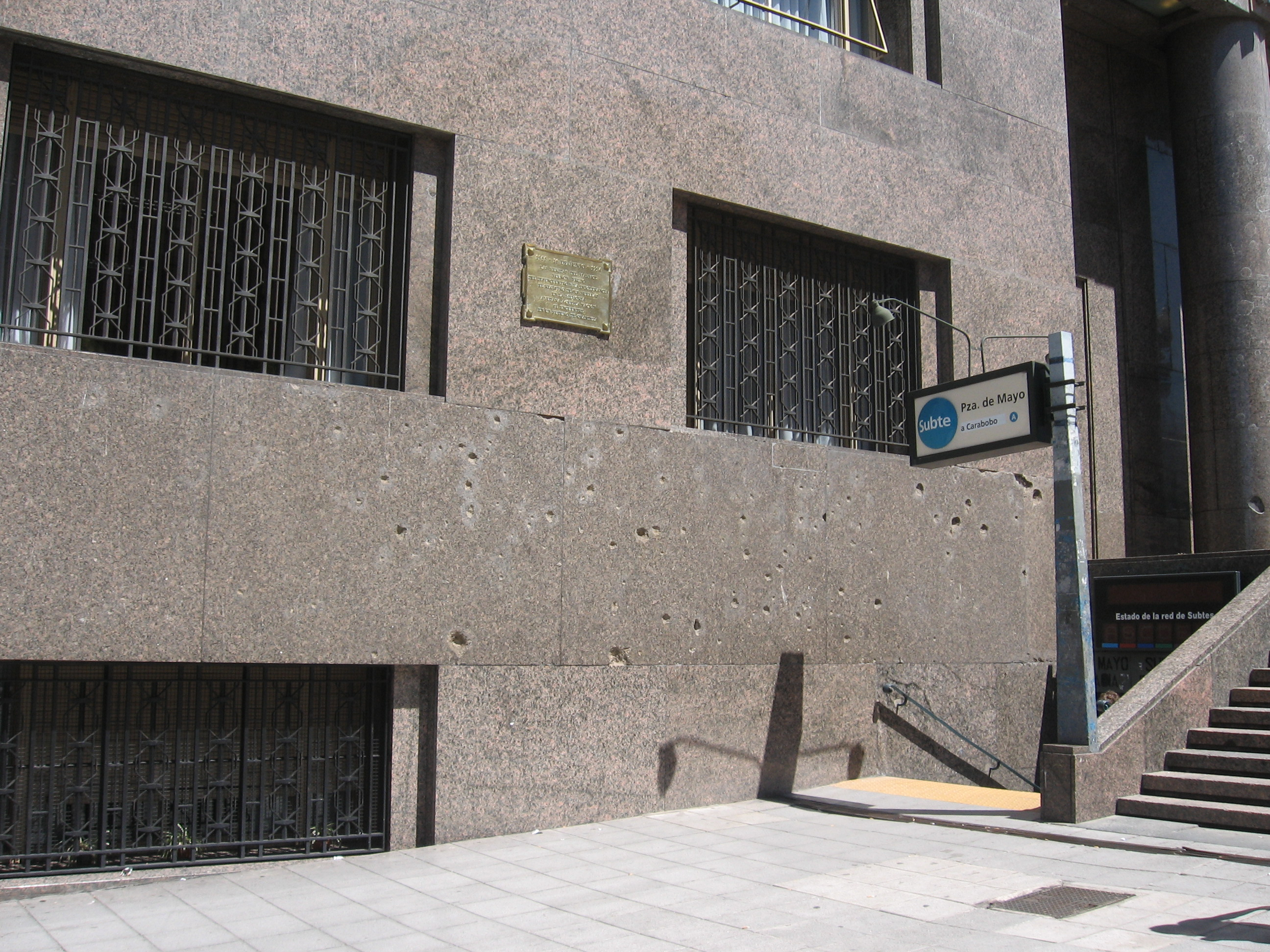
Façade du ministère de l’Économie, où les impacts de projectiles aériens de calibre 20 mm sont encore visibles.

Quand même les meneurs du massacre de la place de Mai devaient craindre de se voir infliger la peine de mort pour haute trahison, la peine la plus lourde, prononcée contre Toranzo Calderón, sera l’emprisonnement à perpétuité. Les militaires réfugiés en Uruguay, privés de leurs titres sur l’accusation de rébellion, seront cependant réintégrés dans l’armée par les nouvelles autorités issues du coup d’État du 16 septembre. Aucun civil du reste ne subira de condamnation.
Le 4e bataillon d’infanterie de marine fut dissous et la marine de guerre dépouillée de son pouvoir de feu (par retrait des fusées destinées à leurs canons navals de gros calibre). Les militaires impliqués ou sympathisants sollicitèrent leur mise en disponibilité auprès du chef de la force navale. Le reste des coupables ne passa pas en jugement.
Des impacts de projectiles, traces nettement visibles du mitraillage aérien par les rebelles, se notent aujourd’hui encore sur le revêtement de granit de la façade du ministère de l’Économie, qui borde le côté sud de la place de Mai.
Au cours de la décennie 2000, différentes procédures furent engagées tendant à qualifier le massacre de la place de Mai comme crime contre l'humanité. En 2008, la chambre fédérale de la ville de Buenos Aires qualifia cette action de « crime de lèse-humanité » (delito de lesa humanidad) et ordonna au juge Rodolfo Canicoba Corral de procéder à l’instruction du dossier afin d’établir les responsabilités et de prononcer les condamnations applicables,.

### Reconnaissance et indemnisations
En 2013, le Sénat argentin, statuant à l’unanimité, convertit en loi un projet de loi émanant du pouvoir exécutif et déclarant que les victimes des attentats et bombardements survenus du 16 juin au 16 septembre 1955 devaient bénéficier des lois de réparation (en espagnol leyes de resarcimiento) dès lors qu’elles avaient été détenues ou avaient subi la disparition forcée ou toute autre contrainte illicite de la part de l’État. La mesure s’étend également aux militaires ayant subi des représailles ou ayant été limogés pour avoir refusé de participer au bombardement. Les victimes survivantes ont reçu l’hommage des Archives nationales de la Mémoire.

## Témoignage filmé de l’attaque
Le 27 mai 2007 fut porté à la connaissance du public l’existence d’un film de moyen métrage, d’une durée de 25 minutes, en 16 mm, doté de son optique, dû à une équipe de tournage française, qui se trouvait dans la capitale argentine au moment du bombardement de la place de Mai et faisait des prises de vue sans rapport avec ces événements. Le film, qui ne fut jamais projeté en public ni en Argentine ni en France et qui contient des images inédites du bombardement, était resté inconnu jusqu’à ce que le journaliste argentin Roberto Di Chiara n’en fît la découverte et mît au jour ce témoignage d’une grande valeur historique. Le document est conservé aux archives DiFilm.

### Documentaires et films
- A cielo abierto, documentaire de Pablo Torello.
- El día que bombardearon Buenos Aires, documentaire de Marcelo Goyeneche.
- Maten a Perón, documentaire de Fernando Musante.
- Perón, sinfonía del sentimiento, film de Leonardo Favio.